# In Love and Deep Water
In Love and Deep Water (Kureiji Kuruzu) è un film del 2023 diretto da Yûsuke Taki e Morgan Bailey Keaton.

## Trama
Su una nave da crociera di lusso con destinazione Mar Egeo, il maggiordomo Suguru Ubukata conosce una donna misteriosa di nome Suguru Ubukata. Quando verrà commesso un omicidio i due indagheranno insieme.

## Distribuzione
Il film è stato distribuito sulla piattaforma Netflix a partire dal 16 novembre 2023.